# Александра Антонова
Александра Викторовна Антонова  (рус. Александра Викторовна Антонова; Москва, 24. март 1980) је руска атлетичарка, чија су специјалност спринтерске трке преко препона.

## Спортска биографија
Највећи успех у досадашњој каријери Александра Антонова остварила је 2007. године, освојивши сребрну медаљу у трци на 60 метара са препонама на Европском дворанском првенству у Гетеборгу у времену 7,94 иза победнице Сусане Калур из Шведске (7,87).

## Значајнији резултати
| Датум  | Такмичење                    | Место                           | Пласман | Дисциплина    | Резултат | Детаљи                                 |
| Русија | Русија                       | Русија                          | Русија  | Русија        | Русија   |                                        |
| ------ | ---------------------------- | ------------------------------- | ------- | ------------- | -------- | -------------------------------------- |
| 2006   | Европско првенство           | Гетеборг, Шведска               | 6.      | 100 м препоне | 12,93    |                                        |
| 2006   | Светски куп                  | Атина, Грчка                    | 8       | 100 м препоне | 13,12    |                                        |
| 2007   | Европско првенство у дворани | Бирмингам, Уједињено Краљевство |         | 60 м препоне  | 7,94     |                                        |
| 2008   | Светско првенство у дворани  | Валенсија, Шпанија              | 5.      | 60 м препоне  | 8,02     |                                        |
| 2008   | Олимпијске игре              | Пекинг, Кина                    | 25.     | 100 м препоне | 13,18    |                                        |
| 2011   | Европско првенство у дворани | Париз, Француска                | 6.      | 60 м препоне  | 8,0      | Архивирано на веб-сајту (16. јул 2011) |

## Лични рекорди[1]
|              | Дисциплина    | Резултат | Место        | Датум             |
| ------------ | ------------- | -------- | ------------ | ----------------- |
| на отвореном | 100 м         | 11,83    | Жуковски     | 22. јун 2008.     |
| на отвореном | 100 м препоне | 12,78    | Тула         | 17. јул 2006.     |
| у дворани    | 60 м          | 7,41     | Зинделфинген | 19. јануар 2002.  |
| у дворани    | 50 м препоне  | 6,94     | Стокхолм     | 20, фебруар 2007. |
| у дворани    | 60 м препоне  | 7,93     | Штутгарт     | 9, фебруар 2011.  |
| у дворани    | 60 м препоне  | 7,93     | Пиреј        | 24. фебруар 2007. |